# The Best of Bruce Dickinson
The Best of Bruce Dickinson е сборен албум на Брус Дикинсън, издаден през 2001 г. Има две версии – единичен диск и втора версия включваща бонус диск.
Диск едно е селекция на песните на Брус Дикинсън от соло албумите му, като са добавени две нови парчета – „Broken“ и „Silver Wings“ (и двете написани от китариста на Дикинсън Рой Z). Диск две съдържа редки песни, повечето от които са били б-страна на сингли. „The Voice of Crube“ е обяснение на различни песни от Брус Дикинсън.
Любопитен факт е, че печата на демона Астарот е изобразен на обложката.

### Диск едно
1. „Broken“ – 4:00 (Дикинсън, Рой Z)
2. „Tattooed Millionaire“ – 4:25 (Дикинсън, Герс)
3. „Laughing in the Hiding Bush“ (лайф) – 4:09 (Дикинсън, Диксън, Рой Z)
4. „Tears of the Dragon“ – 6:19 (Дикинсън)
5. „The Tower“ – 4:43 (Дикинсън, Рой Z)
6. „Born in 58“ – 3:36 (Дикинсън, Герс)
7. „Accident of Birth“ – 4:28 (Дикинсън, Рой Z)
8. „Silver Wings“ – 4:16 (Дикинсън, Рой Z)
9. „Darkside of Aquarius“ – 6:50 (Дикинсън, Рой Z)
10. „Chemical Wedding“ – 4:05 (Дикинсън, Рой Z)
11. „Back from the Edge“ – 4:16 (Дикинсън, Диксън)
12. „Road to Hell“ – 3:58 (Дикинсън, Смит)
13. „Book of Thel“ (лайф) – 8:27 (Дикинсън, Касилас, Рой Z)

### Диск две
1. „Bring Your Daughter... To the Slaughter (саундтрак)“ – 5:00 (Дикинсън)
2. „Darkness Be My Friend“ – 2:00 (Дикинсън)
3. „Wicker Man (записана през 1997)“ – 4:40 (Дикинсън, Рой Z)
4. „Real World“ – 3:55 (Дикинсън, Рой Z)
5. „Acoustic Song“ – 4:23 (Дикинсън, Рой Z)
6. „No Way Out... Continued“ – 5:18 (Бейкър, Криктън, Дикинсън)
7. „Midnight Jam“ – 5:11 (Дикинсън, Смит, Рой Z)
8. „Man of Sorrows“ – 5:15 (Дикинсън)
9. „Ballad of Mutt“ – 3:33 (Дикинсън, Герс)
10. „Re-Entry“ – 4:03 (Дикинсън, Диксън)
11. „I'm in a Band With an Italian Drummer“ – 3:52 (Дейл)
12. „Jerusalem“ (лайф) – 6:43 (Дикинсън, Рой Z)
13. „The Voice of Crube“ – 13:45
14. „Dracula“ – 3:45 (Д. Сивитър, А. Сивитър)

## Състав
- Брус Дикинсън – вокали
- Рой Z – китара, пиано, мелотрон
- Ейдриън Смит – китара
- Яник Герс – китара
- Еди „Чедър“ Касилас – китара
- Алекс Диксън – китара
- Анди Кар – бас
- Крис Дейл – бас
- Дог Ванбовен – перкусия
- Фабио дел Рио – барабани
- Алесандро Елена – барабани
- Дики Флицар – барабани
- Дейв Инграм – барабани